# Dvory nad Žitavou
Dvory nad Žitavou (Hongaars:Udvard) is een Slowaakse gemeente in de regio Nitra, en maakt deel uit van het district Nové Zámky.
Dvory nad Žitavou telt 5164 inwoners waarvan de meesten behoren tot de Hongaarse minderheid in Slowakije.
Het dorp ligt daarmee op de taalgrens, ten zuiden wordt voornamelijk Hongaars gesproken terwijl ten noorden van de gemeente het Slowaakstalige gebied begint.

## Bevolking
Tijdens de volkstelling van 2011 verklaarden van de 5164 inwoners zich 3208 Hongaar en 1550 Slowaak.
In 2021 gaf de volkstelling aan dat er 4 999 inwoners waren, 2 810 Hongaren (56,21%) en 1 510 Slowaken (30%).